# Горка Гурузета
Горка Гурузета Родригез (шп. Gorka Guruzeta Rodríguez; Сан Себастијан, 12. септембар 1996) је шпански фудбалер који тренутно наступа за Атлетик Билбао. Игра на позицији нападача.

## Успеси
Атлетик Билбао
- Куп Шпаније (1) : 2023/24,[5]

Појединачни
- Играч месеца у Ла лиги: август 2023.[6]